# Parque nacional de Nikkō
Parque nacional de Nikkō (en japonés:日光国立公園 Nikkō Kokuritsu Kōen) es un parque nacional en la región de Kanto, en la isla principal de Honshu en Japón. El parque se extiende por cuatro prefecturas: Tochigi, Gunma, Fukushima y Niigata, y fue constituido en 1934.

## Historia
El establecimiento del parque nacional de Nikkō data de principios del siglo XX. La Dieta (parlamento) de Japón designó a Nikkō un parque imperial (帝国公園 teikoku kōen) En 1911. La Ley de Parques Nacionales fue aprobada en 1931, y el parque nacional fue declarado en 1934. El parque fue ampliado durante el siglo XX. El parque nacional Oze que una vez fue parte de Nikkō, se convirtió en un parque nacional aparte en 2007.

## Descripción
El parque es considerado uno de los más bellos de Japón, y es un destino turístico popular. Más allá de su impresionante paisaje, el parque es conocido por sus históricos templos budistas y santuarios sintoístas, sobre todo el Nikkō Tōshō-gū y Rinnō-ji. Están designados como Patrimonio de la Humanidad por la UNESCO como los "Santuarios y Templos de Nikkō".
El parque es de entrada gratuita y está dividido en tres zonas, como Nikko, Kinugawa/Kuriyama, Nasu Kashi/Shiobara.

## Flora
El parque nacional Nikkō es conocido por numerosas especies de plantas y árboles, incluyendo mizu-bashō, la col zorrillo blanco de la marisma de Ozegahara, arces, abetos y magníficos rodales de sugi, el cedro japonés que bordean las carreteras alrededor de Nikkō.

## Galería de imágenes

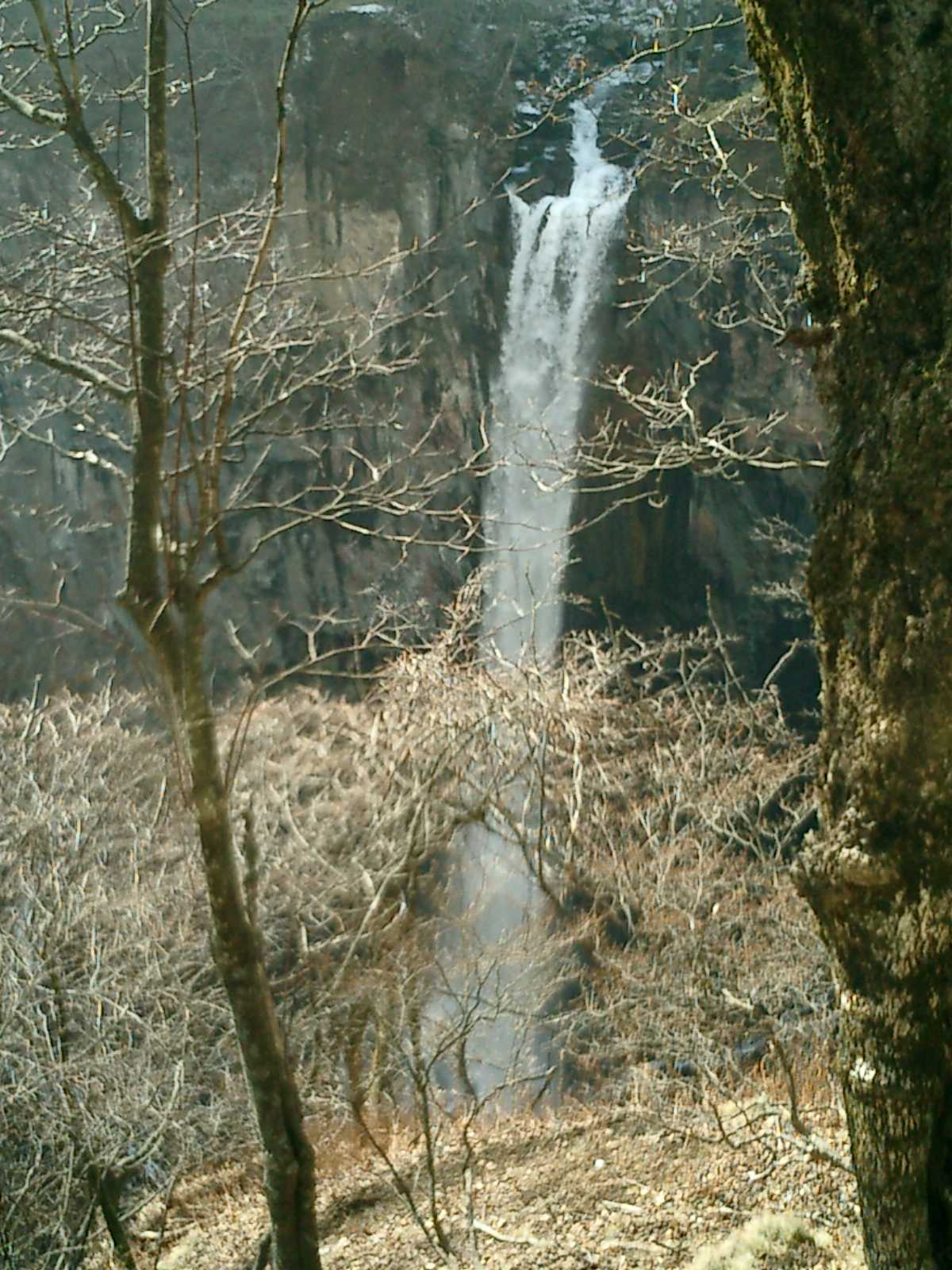
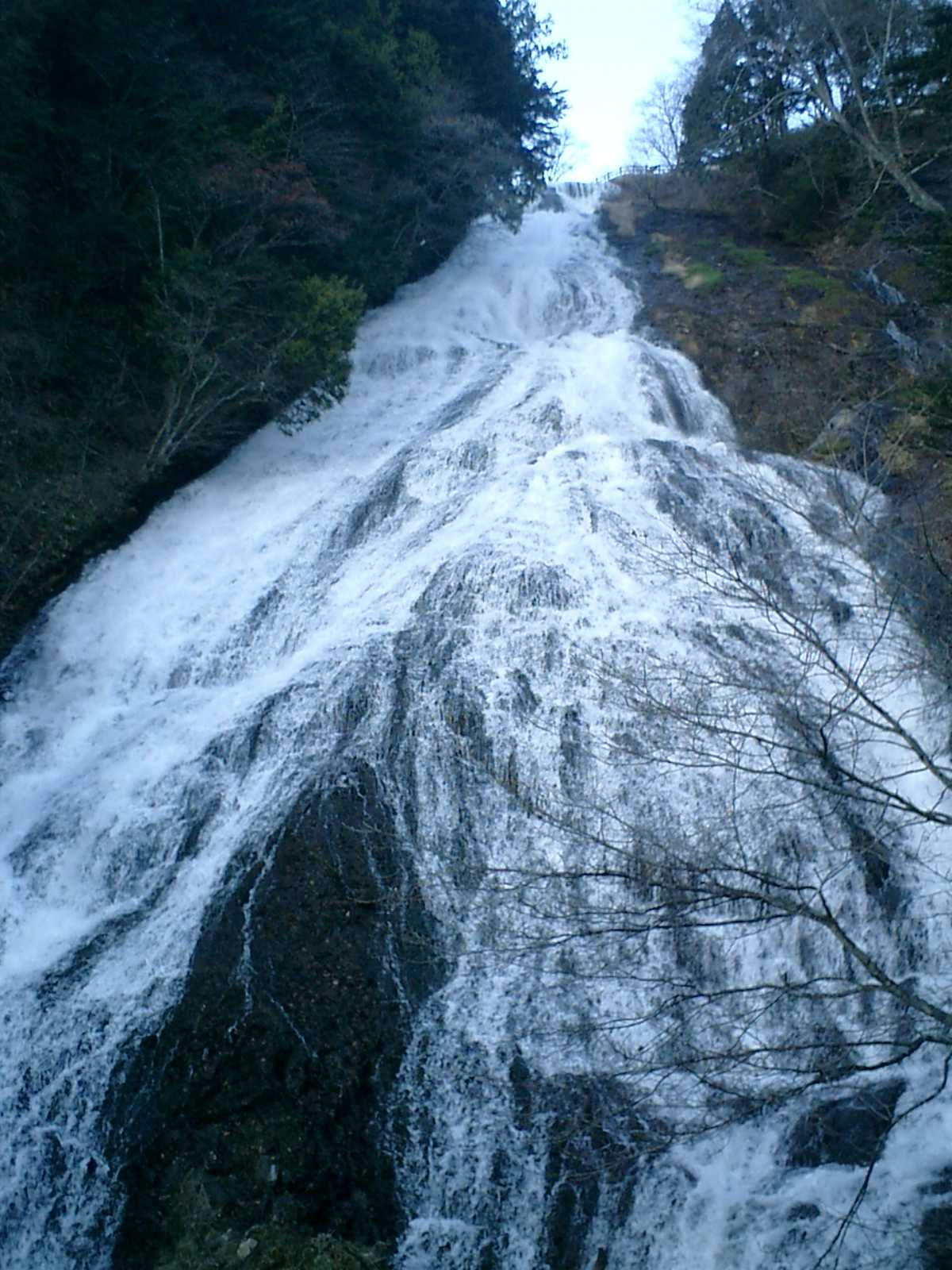
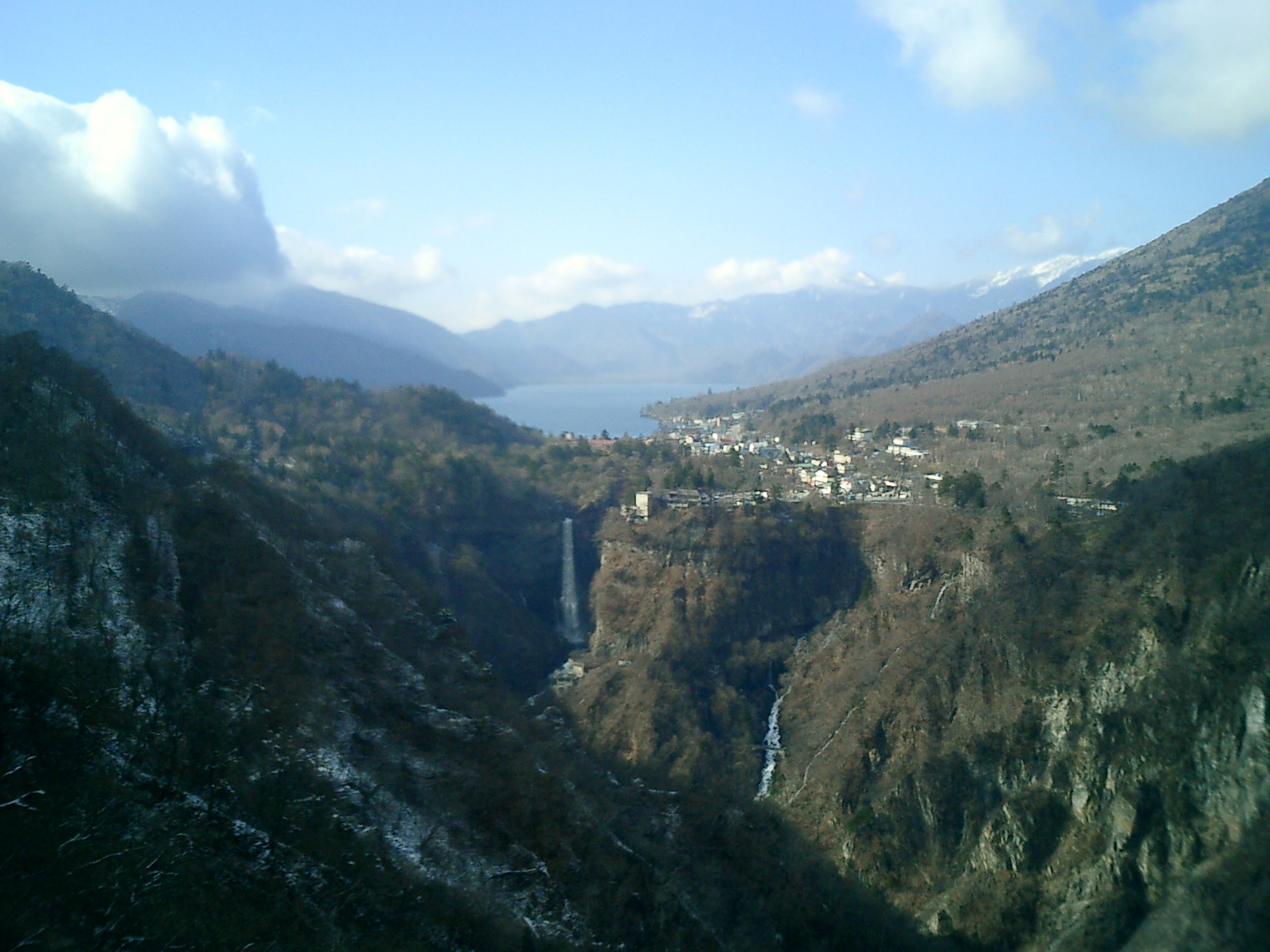
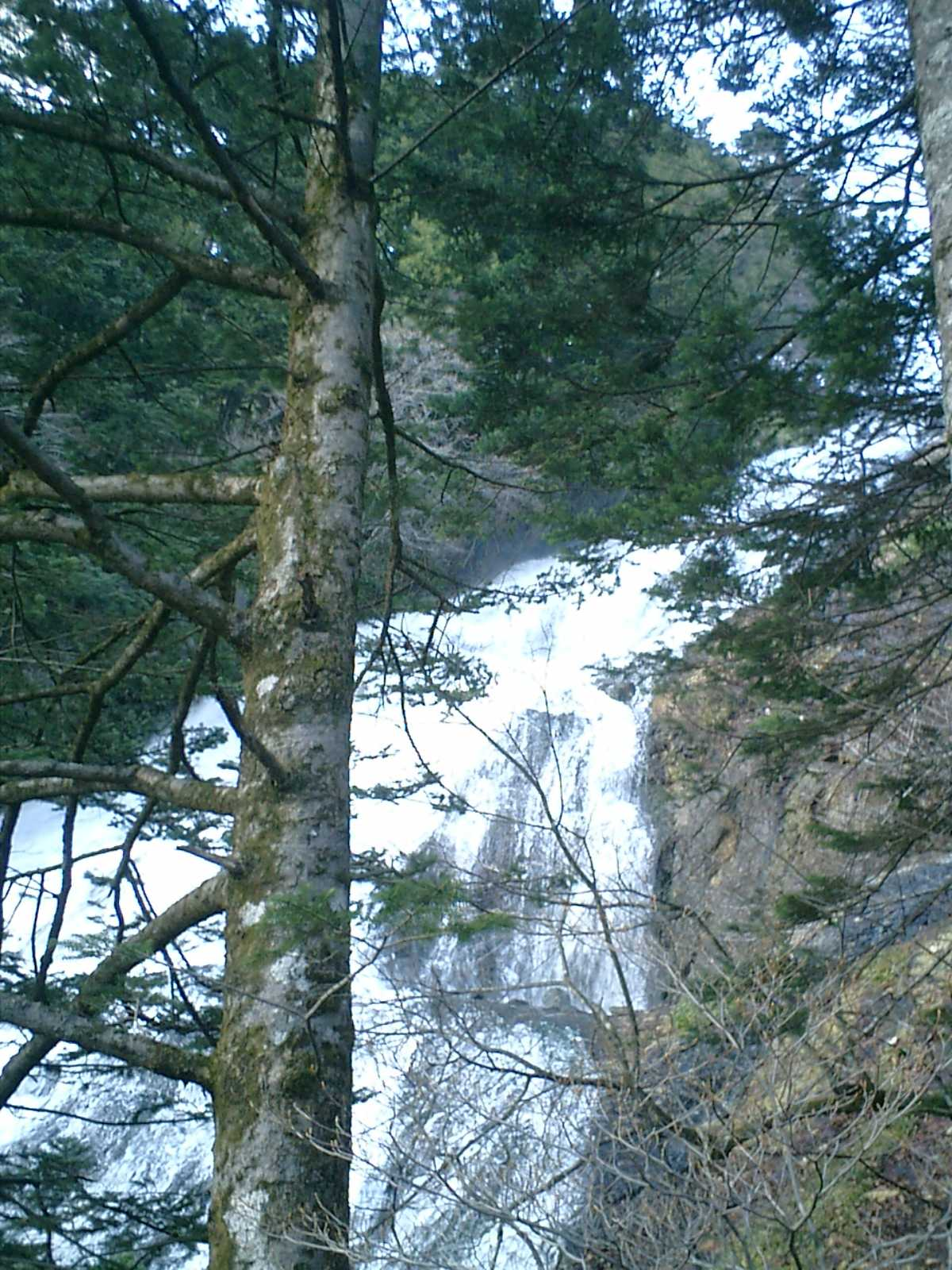
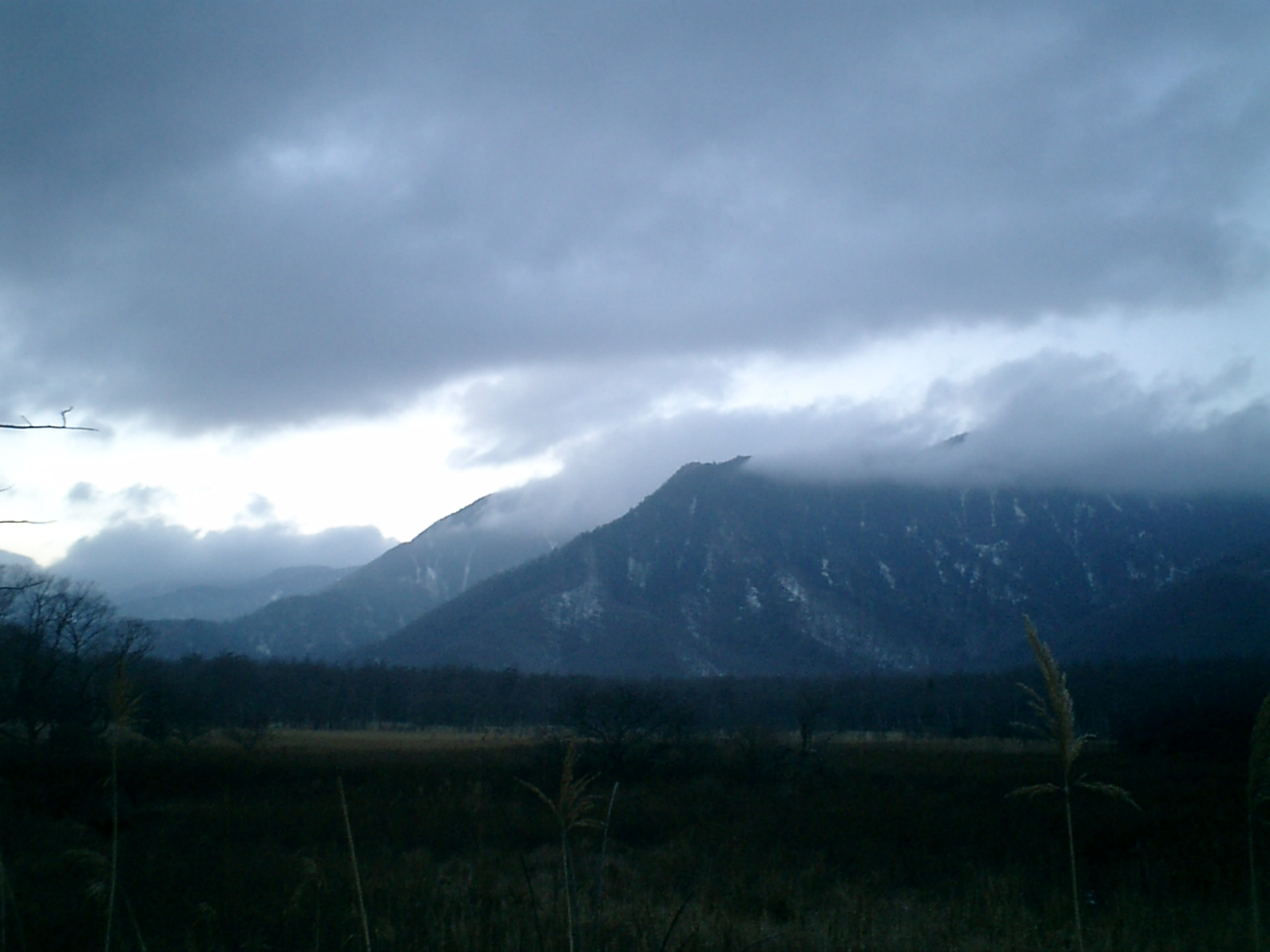

## Recreación
El parque nacional Nikkō es un destino popular para practicar senderismo, esquí, camping, golf y sus numerosos centros históricos de aguas termales onsen.